# Cecilia Biagioli
Cecilia Elizabeth Biagioli (3 de gener de 1985, Córdoba) és una nedadora argentina d'estil lliure especialista en proves de fons i múltiple recordista nacional. Va participar en quatre Jocs Olímpics consecutius en començar per Sydney 2000. El 2009 va ser guardonada amb el Premi Clarín de Natació i el 2010 amb el Premi Konex. Amb 39 medalles guanyades al 2016, és la nedadora que més podis va aconseguir en la història del Campionat Sud-americà de Natació.
A Londres 2012 va ser desè setena en els 10 km a aigües obertes amb un temps de 2.2:22. En els 800m lliure va registrar 8:33.97, sent sisena de la seva sèrie i desè sisena en la general.

## Assoliments
Per medalles a diferents esdeveniments
| Medaller                         | Medaller | Medaller | Medaller | Medaller |
| -------------------------------- | -------- | -------- | -------- | -------- |
| Jocs Panamericans                | 1        | 0        | 0        | 1        |
| Campionat Sud-americà de Natació | 7        | 22       | 10       | 39       |
| Jocs Sud-americans               | 6        | 6        | 6        | 18       |
| Jocs Sud-americans de Platja     | 0        | 2        | 0        | 2        |

## Marques personals
| Esdeveniment      | Temps             | Competició                   | Lloc              | Data              | Nota              |
| Piscina 50 metres | Piscina 50 metres | Piscina 50 metres            | Piscina 50 metres | Piscina 50 metres | Piscina 50 metres |
| ----------------- | ----------------- | ---------------------------- | ----------------- | ----------------- | ----------------- |
| 400m Lliure       | 4:10.16           | Campionat Mundial de Natació | Roma              | 26/07/2009        | RN                |
| 800m Lliure       | 8:33.17           | Trofeu Maria Lenk            | Rio de Janeiro    | 26/04/2012        | RN                |
| 1500m Lliure      | 16:13.84          | Trofeu Maria Lenk            | Rio de Janeiro    | 25/04/2012        | RN                |
| Piscina 25 metres |                   |                              |                   |                   |                   |
| 200m Lliure       | 1:58.20           | Campionat Argentí de Natació | Rosario           | 29/08/2009        | RN                |
| 400m Lliure       | 4:06.66           | Campionat Argentí de Natació | Rosario           | 27/08/2009        | RN                |
| 800m Lliure       | 8:29.13           | Campionat Argentí de Natació | Rosario           | 28/08/2009        | RN                |
| 1500m Lliure      | 16:15.85          | Campionat Argentí de Natació | Santa Fe          | 12/06/2010        | RN                |

- RS:Rècord Sud-americà.
- RN:Rècord Nacional.